# 西山村 (岡山県)
西山村（にしやまそん）は、岡山県赤磐郡にあった村。現在の赤磐市の一部にあたる。

## 地理
本宮高倉山から北に連なる高位丘陵地の東麓に位置していた。

## 歴史
- 1889年（明治22年）6月1日、町村制の施行により、赤坂郡鴨前村、西中村、下仁保村、上仁保村、斗有村が合併して村制施行し、西山村が発足[1][2]。旧村名を継承した鴨前、西中、下仁保、上仁保、斗有の5大字を編成[2]。
- 1900年（明治33年）4月1日、郡の統合により赤磐郡に所属[1][2]。
- 1953年（昭和28年）3月1日、赤磐郡高陽村、高月村（一部）と合併し山陽町を新設して廃止された[1][2]。合併後、山陽町大字鴨前・西中・下仁保・上仁保・斗有となる[2]。なお、斗有地区の住民の一部は小中学校の通学の便の悪さを理由に赤坂町への編入を希望していたが反対意見が多く実現しなかった[3]。

## 産業
- 農業、白桃、綿織物[2]